# 佩列科普卡农村居民点
佩列科普卡农村居民点（俄语：Перекопское сельское поселение）是俄罗斯联邦伏尔加格勒州克列茨卡亚区所属的一个农村居民点。其下辖有4个居民点，行政中心为佩列科普卡。据2016年统计，该农村居民点的人口为1285人。